# Моника Ламперт
Моника Ламперт (на унгарски: Lamperth Mónika; родена на 5 септември 1957 г. в Бакболод) е унгарска адвокатка, политичка, министър на вътрешните работи на Унгария от 2002 до 2007 г., от 2007 до 2008 г. – министър на труда и социалната политика.

## Биография
Ламперт завършва университета в Печ през 1981 г. със специалност „Право“. Член на Комсомола от 1971 до 1987 г., тя работи в окръжния съвет на Капошвар. От 1987 до 1989 г. е членка на Унгарската социалистическа работническа партия, която, при промяната на режима, е преобразувана в Унгарска социалистическа партия. Членка на унгарския парламент от 1994 г. Министър на вътрешните работи на Унгария от 2002 г. до 2006 г., след това в периода 2006 – 2007 г. – министър на местното самоуправление и териториално развитие. От 2007 до 2008 г. Ламперт е министър на труда и социалната политика. От лятото на 2008 г. оглавява фондация „Михай Танчич“ към Унгарската социалистическа партия.